# 923

## Esdeveniments
- Batalla de Soissons: mor el rei Robert I de França; Carles el Simple és arrestat pels partidaris de Rodolf I de França.[1]

## Naixements
- Suzaku, emperador del Japó

## Necrològiques
- Muhàmmad ibn Jarir at-Tabarí, historiador i exegeta de l'Alcorà (n. el 839).[2]
- Robert I de França